# BESM (ordinateur)
Pour les articles homonymes, voir BESM.

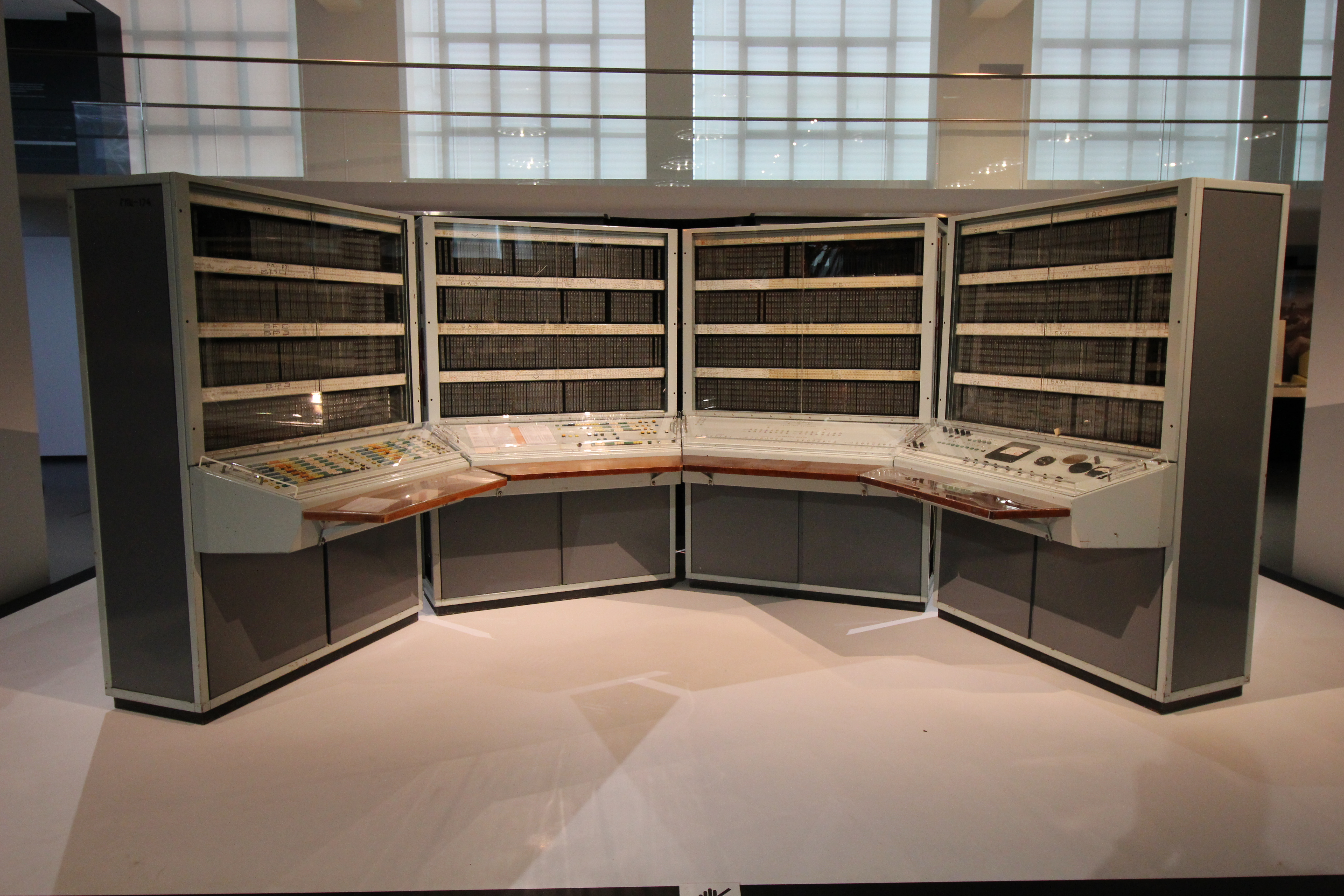
Photo du superordinateur soviétique BESM-6, au Musée des Sciences de Londres.

BESM (БЭСМ) est une série d'ordinateurs centraux (mainframes) soviétiques construits dans les années 1950-1960 sous la direction de l'ingénieur Sergueï Lebedev. Son nom est formé par les initiales de Bolshaya Elektronno-Schetnaya Mashina (Большая Электронно-Счётная Машина en cyrillique), signifiant littéralement « grande machine de traitement électronique ». Ce nom fait écho au  MESM (МЭСМ en russe, « petite machine de traitement électronique »),
Le BESM-1 (1952) était un ordinateur comportant 5 000 tubes. Cette machine ne dépassa pas le stade de prototype ; au moment de sa mise en service, c'était encore le calculateur électrique le plus rapide d'Europe. Les nombres en virgule flottante étaient codés par des mots de 39 bits : 32 bits de mantisse, 1 bit de signe et 1+5 bits d'exposant. La mémoire centrale était une mémoire à tores magnétiques, et la mémoire de masse était constituée de 4 enregistreur de bobine magnétique, pouvant stocker chacun 30 000 mots machine. À cela s'ajoutait une mémoire à tambour d'une capacité de 5120 mots machine et d'une vitesse de 800 mots/min. Sa puissance de calcul était de l'ordre du KFLOPS. Système de refroidissement mis à part, cet ordinateur à lampes consommait 30 kW. 
Les BESM-2 (1958) et le BESM-3M étaient aussi des ordinateurs à lampe, mais ils furent produits en série.
Le BESM-4a fut le premier ordinateur à transistors du bloc de l'Est.
Le BESM-6 (1965, env. 1 Mflops), ordinateur de conception radicalement différente, fut développé à l'Institut de Mécanique de  Précision et d'informatique, et produit en série à partir de 1967, y compris pour être exporté. Ainsi l'Université technique de Dresde a-t-elle été équipée d'un de ces calculateurs. Jusqu'en 1987, 355 exemplaires auront été installés. Le BESM-6 fut le premier calculateur soviétique programmable en langage de haut niveau ; il était doté d'un compilateur Fortran_IV.
La gamme d'ordinateurs Elbrouz (en) a pris la suite du programme BESM.